# マリーナの夏
「マリーナの夏」（マリーナのなつ）は、渡辺満里奈の3枚目のシングル。1987年4月8日にEPIC・ソニーよりリリースされた。

## 解説
「ホワイトラビットからのメッセージ」から3か月ぶりのシングル。同日発売のシングルカセットには、同年春に日本武道館で行われた1stアルバム『MARINA』発売記念イベントでのトーク部分が抜粋収録されている。

## メディアでの披露
発売当時、本作がTBSテレビ『ザ・ベストテン』に初ランクインした際、満里奈の名前の由来が明かされた。

## チャート成績
オリコンチャート1位を獲得。デビュー・シングルから3曲連続となる。
ザ・ベストテンでは9位に初登場、１週のみランクイン。
歌のトップテンでは8位に初登場、2週ランクイン。(翌週は7位)

## 収録曲
全作詞：秋元康／作曲（SIDE A）：岸正之／作曲（SIDE B）・全編曲：山川恵津子

### 7インチ・レコード

#### SIDE A
1. マリーナの夏

#### SIDE B
1. トロピカル・ジュース

### シングル・カセット

#### SIDE A（歌入り）
1. マリーナの夏
2. トロピカル・ジュース

#### SIDE B（カラオケ）
1. マリーナの夏（カラオケ）
2. 満里奈トーク IN 武道館

## 収録作品
CD
- EVERGREEN
- おニャン子クラブA面コレクション Vol.4 M-11
- おニャン子クラブB面コレクション Vol.4 M-11